# Renate Breuer
Renate Breuer (ur. 1 grudnia 1939 w Berlinie) – niemiecka kajakarka. Srebrna medalistka olimpijska z Meksyku.

## Kariera sportowa
Brała udział w dwóch igrzyskach  olimpijskich (IO 68, IO 72). W 1968 zdobyła srebro w jedynce na dystansie 500 metrów. Na mistrzostwach świata zdobyła trzy medale: złoto w kajakowej dwójce na 500 metrów w 1970, srebro w czwórce w 1966 i 1971. Była również wielokrotną medalistką mistrzostw Europy (brąz w K-1 500 m i K-4 500 m w 1965, srebro w K-4 500 m i brąz w K-2 500 m w 1967, srebro w K-1 500 m i K-4 500 m w 1967).